# Coryphosima abyssinica
Coryphosima abyssinica är en insektsart som först beskrevs av Boris Petrovich Uvarov 1934.  Coryphosima abyssinica ingår i släktet Coryphosima och familjen gräshoppor. Inga underarter finns listade i Catalogue of Life.